# Allium koreanum
Allium koreanum — вид рослин з родини амарилісових (Amaryllidaceae); ендемік Південної Кореї.

## Опис
Кореневище більш-менш прямовисне, довжиною 2.5—10.0 мм. Цибулини зазвичай парні, циліндрично-яйцеподібні, без цибулинок, діаметром 7.7—12.7 мм; оболонки від світло-коричневих до сірувато-коричневих. Листків 3—8; листові пластинки вигнуті, лінійні, плоскі, 13—40 см завдовжки, 1.9—3.2 мм завширшки, гострі на верхівці. Стеблина кругла в перерізі, прямовисні перед цвітінням, довжиною 34—57 см, шириною 1.3—2.3 мм. Суцвіття зонтичне, півкулясте, висотою 16.9—36.4 мм, шириною 20.3—37.7 мм, без цибулинок, 20—120-квіткове; плодоніжки рівні. Квітки двостатеві; оцвітина зоряно розпростерта, блідо-рожева; внутрішні листочки оцвітини довші за зовнішні, яйцювато-еліптичні, на верхівці тупі, довжиною 4.8—5.3 мм, шириною 2.5—2.8 мм; зовнішні — яйцювато-еліптичні, на верхівці тупі, довжиною 4.0—4.6 мм, шириною 2.4—2.5 мм. Зав'язь рожева. Коробочка субкуляста, довжиною 3.7—4.7 мм, шириною 4.2—4.3 мм. Насіння чорне, напівеліпсоїдне, довжиною 4.0—4.3 мм, шириною 2.0—2.1 мм. 2n = 16.
Період цвітіння: липень — серпень.

## Поширення
Ендемік Кореї. Поширений на півдні Кореї — Північна Чолла, Південна Кьонсан. У місцях проживання цей вид траплявся на відкритих схилах скелястих ділянок у стані розсіяної чи місцевої громади.